# Macruromys
A Macruromys az emlősök (Mammalia) osztályának a rágcsálók (Rodentia) rendjébe, ezen belül az egérfélék (Muridae) családjába tartozó nem.

## Rendszerezés
A nembe az alábbi 2 faj tartozik:
- nyugati kisfogúpatkány (Macruromys elegans) Stein, 1933 – típusfaj
- keleti kisfogúpatkány (Macruromys major) Rümmler, 1935